# Altaelva
Altaelva (Álttáeatnu en Same du Nord) est un fleuve du comté de Finnmark au nord de la Norvège. Le fleuve prend initialement le nom de Kautokeinoelva et en change après sa sortie du lac Virdnejávri. Il traverse ensuite l'extrémité nord des Alpes scandinaves dans lesquelles il creuse le plus grand canyon d'Europe du Nord : Sautso. Ce canyon a été formé par le fleuve qui parvint à éroder les roches au fur et à mesure du soulèvement tectonique du massif. Il se jette enfin dans l'Altafjord. 
Dans les années 1970-80, le site du fleuve fut l'objet d'une importante controverse, la controverse d'Alta, à propos de la construction d'un barrage hydroélectrique, construction qui eut finalement lieu.